# LPGA Tour 1994
Navigation
Édition précédente Édition suivante
Le LPGA Tour 1994 est la quarante-cinquième édition du Ladies Professional Golf Association Tour (LPGA), circuit professionnel féminin de golf, qui se déroule du 4 février 1994 au 6 novembre 1994. Axée sur les États-Unis, la LPGA a entrepris la tenue de tournois hors du continent américain ces dernières saisons, ainsi cette saison voit des tournois programmés en Angleterre, au Canada et au Japon. Cette quarantième-cinquième édition de ce circuit permet de proposer un certain nombre de tournois professionnels destinés aux femmes en dehors des compétitions amateurs. La volonté de la professionnalisation des golfeuses leur permet désormais de gagner de l'argent en jouant au golf.
Cette saison comporte trente-deux tournois, soit une de plus qu'en 1993, auxquels sont insérées des dotations financières en fonction du résultat de la golfeuse. Quatre de ces tournois sont considérés comme « tournoi majeur » - le Nabisco Dinah Shore, le Championnat de la LPGA, l'Open américain et le Classique du Maurier - et sont considérés comme les plus prestigieux et difficiles à remporter.
L'Américaine Beth Daniel est désignée « Joueuse de l'année de la LPGA » (« Player of the Year ») pour la troisième fois de sa carrière après 1980 et 1990, mais le classement des gains est remporté par l'Anglaise Laura Davies avec 687 201 $ de gains en remportant trois victoires dont un tournoi majeur : le Championnat de la LPGA. Les trois autres tournois majeurs sont remportés par Donna Andrews (Nabisco Dinah Shore), Patty Sheehan (Open américain) et Martha Nause (Classique du Maurier). Enfin, le « Trophée Vare » récompensant la golfeuse ayant la moyenne de score la plus basse de la saison est également remporté par Beth Daniel pour la troisième fois de sa carrière après 1989 et 1990.

## Histoire
Pour l'organisation de cette quarantième-cinquième édition, la majorité des tournois se disputent aux États-Unis mais quatre tournois sont programmés hors des États-Unis. Comme la saison précédente, la LPGA décide d'organiser des tournois hors des frontières des États-Unis avec la tenue de tournois programmés en Angleterre, au Canada et au Japon. La majorité des joueuses sont des golfeuses principalement américaines professionnelles et amateures mais la LPGA intègre quelques années des golfeuses étrangères. Le calendrier fait débuter la saison par le Classique d'HealthSouth Palm Beach remporté par la Canadienne Dawn Coe-Jones. Au cours de cette saison, bien que la majorité des tournois ont été remportés par des golfeuses américaines professionnelles, de nombreuses golfeuses non-américaines remportent des tournois : la Canadienne Dawn Coe-Jones, l'Espagnole Marta Figueras-Dotti, l'Anglaise Laura Davies, les Suédoises Liselotte Neumann et Helen Alfredsson, et la Sud-coréenne Woo-Soon Ko.
L'Américaine Beth Daniel est désignée « Joueuse de l'année de la LPGA » (« Player of the Year ») pour la troisième fois de sa carrière après 1980 et 1990, mais le classement des gains est remporté par l'Anglaise Laura Davies avec 687 201 $ de gains en remportant trois victoires dont un tournoi majeur : le Championnat de la LPGA. Les trois autres tournois majeurs sont remportés par Donna Andrews (Nabisco Dinah Shore), Patty Sheehan (Open américain) et Martha Nause (Classique du Maurier).

## Participantes à la saison LPGA 1994
Les participantes ont deux statuts. Certaines sont devenues professionnelles mais de nombreuses amateures prennent également part aux tournois sans toutefois pouvoir recevoir le montant des gains en raison de leur statut.
| Participantes        | Participantes     | Participantes     | Participantes    | Participantes    |
| Professionnelles     | Professionnelles  | Professionnelles  | Professionnelles | Professionnelles |
| -------------------- | ----------------- | ----------------- | ---------------- | ---------------- |
| Tania Abitbol        | Amy Alcott        | Helen Alfredsson  | Donna Andrews    | Pat Bradley      |
| Jill Briles-Hinton   | Brandie Burton    | Dawn Coe-Jones    | Elaine Crosby    | Beth Daniel      |
| Laura Davies         | Judy Dickinson    | Dale Eggeling     | Michelle Estill  | Stephanie Farwig |
| Marta Figueras-Dotti | Jane Geddes       | Gail Graham       | Tammie Green     | Carolyn Hill     |
| Juli Inkster         | Christa Johnson   | Rosie Jones       | Lisa Kiggens     | Betsy King       |
| Woo-Soon Ko          | Hiromi Kobayashi  | Nancy Lopez       | Meg Mallon       | Michelle McGann  |
| Missie McGeorge      | Lauri Merten      | Dottie Mochrie    | Marianne Morris  | Barb Mucha       |
| Martha Nause         | Liselotte Neumann | Nancy Ramsbottom  | Deb Richard      | Alice Ritzman    |
| Kelly Robbins        | Patty Sheehan     | Kim Shipman       | Pearl Sinn       | Val Skinner      |
| Annika Sörenstam     | Hollis Stacy      | Sherri Steinhauer | Jan Stephenson   | Colleen Walker   |
| Robin Walton         | Maggie Will       |                   |                  |                  |

## Classements saison 1994

### Tableau des gains («Money list»)
Le tableau ci-dessous est le classement des golfeuses par gains obtenus sur cette saison 1994. Le classement par gains est remporté par Laura Davies avec 687 201 $ remportés.
| Cla. | Golfeuses    | Gains     | Victoires |
| ---- | ------------ | --------- | --------- |
| 1    | Laura Davies | 687 201 $ |           |

### Trophée Vare («Vare Trophy»)
Le tableau ci-dessous est le classement des golfeuses par scores les plus bas sur cette saison 1994.
| Cla. | Golfeuses   | Moyenne |
| ---- | ----------- | ------- |
| 1    | Beth Daniel |         |